# London International Vintners Exchange
Liv-ex (London International Vintners Exchange) è il mercato globale per il commercio del vino. Ha oltre 440 membri dalle start-up ai commercianti affermati. Liv-ex fornisce loro dati, servizi commerciali e logistici.
La piattaforma pubblica i prezzi effettivi ai quali vengono negoziati i vini e contiene oltre 60 milioni di sterline di opportunità di acquisto e vendita in oltre 15.000 vini. Tutti sono disponibili per il trading in tempo reale. Liv-ex ha inoltre concepito il contratto Standard-In-Bond (SIB) per garantire lo stato delle scorte, la consegna e pagamenti più rapidi e fornire trasporto e stoccaggio.
La società è stata fondata nel 2000 da due agenti di borsa, James Miles e Justin Gibbs. È iniziato con un gruppo di 10 membri fondatori a Londra.

## indici
Liv-ex produce una serie di indici di vini pregiati che tracciano i prezzi per determinati gruppi di vini.

### Liv-ex Fine Wine 50 Index
L'indice Liv-ex Fine Wine 50 replica il movimento giornaliero dei prezzi delle materie prime più negoziate nel mercato del vino pregiato: il Bordeaux First Growths. Include solo le dieci annate più recenti (escluso En Primeur), senza altri criteri di qualifica applicati.

### Liv-ex Fine Wine 100 Index
L'indice Liv-ex Fine Wine 100, disponibile su Bloomberg e Thomson Reuters, è considerato il punto di riferimento del settore.  Rappresenta il movimento dei prezzi di 100 dei vini più ricercati sul mercato secondario.

### Liv-ex Bordeaux 500 Index
Il Liv-ex Bordeaux 500 è l'indice più completo di Liv-ex per i vini di Bordeaux. Rappresenta il movimento dei prezzi di 500 vini leader della regione e viene calcolato mensilmente utilizzando il prezzo medio Liv-ex. È stato retrodatato a dicembre 2003.
L'indice comprende sei sottoindici: il Fine Wine 50, il Right Bank 50, il Second Wine 50, il Sauternes 50, il Right Bank 100 e il Left Bank 200.

### Liv-ex Fine Wine 1000 Index
Liv-ex Fine Wine 1000 tiene traccia di 1.000 vini provenienti da tutto il mondo utilizzando il Liv-ex Mid Price. Viene calcolato mensilmente e rinnovato a 100 nel dicembre 2003. Comprende sette sottoindici: Bordeaux 500, Bordeaux Legends 50, Borgogna 150, Champagne 50, Rodano 100, Italia 100 e Resto del mondo 50.

### Liv-ex California 50 Index
Liv-ex ha recentemente lanciato l'indice California 50, che traccia le prestazioni delle ultime dieci annate fisiche di Screaming Eagle, Opus One, Dominus, Harlan Estate e Ridge Monte Bello.